# Angelica morrisonicola
Angelica morrisonicola är en flockblommig växtart som beskrevs av Bunzo Hayata. Angelica morrisonicola ingår i släktet kvannar, och familjen flockblommiga växter.

## Underarter
Arten delas in i följande underarter:
- A. m. morrisonicola
- A. m. nanhutashanensis